# Amadeu Amaral
Amadeu Ataliba Arruda Amaral Leite Penteado (Capivari (hoje Monte-Mor), 6 de novembro de 1875 – São Paulo, 24 de outubro de 1929) foi um poeta, folclorista, filólogo e ensaísta brasileiro.

## Estudos linguísticos
Autodidata, surpreendeu a todos por sua extraordinária erudição, num tempo em que não havia, em São Paulo, os estudos acadêmicos e os cursos especializados que se especializariam pouco depois. Dedicou-se paralelamente à poesia aos estudos folclóricos e, sobretudo, à dialectologia. No Brasil, foi o primeiro a estudar cientificamente um dialeto regional. O Dialeto Caipira, publicado em 1920, escrito à luz da linguística, estuda o linguajar do caipira paulista da área do vale do rio Paraíba, analisando suas formas e esmiuçando-lhe sistematicamente o vocabulário. Esta obra é considerada como sua melhor contribuição às Letras.

## Percurso literário
Sua poesia enquadra-se na fase pós-parnasiana, das duas primeiras décadas do século XX. Como poeta, não esteve à altura de seus dois predecessores, Gonçalves Dias e Olavo Bilac, mas destacou-se pelo desejo de contribuir, com suas obras, para a elevação de seus semelhantes.
Seu primeiro Livro, Urzes, revela a influência pelo Simbolismo, notadamente na parte referente aos sonetos, estética da qual se afastaria gradualmente dos volumes posteriores, Névoa e Espumas, já ligados ao Parnasianismo. Em seu último livro de versos, Lâmpada Antiga, é constituído de sessenta sonetos, os quais verifica os princípios de humildade, na análise de personalidade do ser humano e dos princípios da moral e cívica, visando diretamente ao aperfeiçoamento humano.

## Academia Brasileira de Letras
Foi eleito para a cadeira 15 da Academia Brasileira de Letras, na vaga de Olavo Bilac, recebido em 14 de novembro de 1919 pelo acadêmico Magalhães Azeredo.

## Obras
- Urzes, poesia (1899)
- Névoa, poesia (1902)
- Espumas, poesia (1917)
- Lâmpada antiga, poesia (1924)
- Letras floridas, ensaio (1920)
- O dialeto caipira, filologia (1920)
- O elogio da mediocridade, ensaio (1924)
- Tradições populares, folclore (1948)
- Obras completas de Amadeu Amaral, com prefácio de Paulo Duarte (1948).